# Flying in a Blue Dream
Albums de Joe Satriani
Dreaming #11
(1988) The Extremist
(1992)
Singles
1. One Big Rush
Sortie : avril 1989
2. Big Bad Moon
Sortie : novembre 1989
3. Back to Shalla-Bal
Sortie : février 1990
4. I Believe
Sortie : avril 1990

Flying in a Blue Dream est le troisième album studio de Joe Satriani, guitariste américain. Produit par Joe Satriani & John Cuniberti, il sort le 30 octobre 1989 sur le label Relativity Records.

## Historique
Enregistré en 1989 à San Francisco et à Berkeley en Californie, il est le premier album où Satriani s'essaye au chant. On peut l'entendre sur les titres Can't Slow Down, Strange, I Believe, Big Bad Moon, The Phone Call et Ride.
Cet album se classe à la 23e place du Billboard 200 et est certifié disque d'or aux États-Unis. Il est nommé lors des Grammy Awards de 1991 dans la catégorie Grammy Award de la meilleure prestation rock instrumentale mais est battu par l'album Family Style des frères Stevie Ray et Jimmie Vaughan.

## Liste des titres
1. Flying in a Blue Dream – 5:28
2. The Mystical Potato Head Groove Thing' – 5:05
3. Can't Slow Down – 4:46
4. Headless – 1:28
5. Strange – 4:55
6. I Believe – 5:50
7. One Big Rush – 3:20
8. Big Bad Moon – 5:13
9. The Feeling – 0:52
10. The Phone Call – 3:00
11. Day at the Beach (New Rays from an Ancient Sun) – 2:03
12. Back to Shalla-Bal – 3:15
13. Ride – 4:58
14. The Forgotten (Part One) – 1:10
15. The Forgotten (Part Two) – 5:10
16. The Bells of Lal (Part One) – 1:19
17. The Bells of Lal (Part Two) – 4:08
18. Into the Light – 2:25

## Musiciens
- Joe Satriani : guitares, basse, claviers, chant, harmonica, banjo, programmation.
- Jeff Campitelli : batterie, percussions.
- Bongo Bob Smith : batterie électrique, percussion sur Strange, Back To Shalla-Bal & Ride.
- John Cuniberti : sitar, percussions.
- Stuart Hamm : basse sur Bells Of Lal & Strange.
- Simon Phillips : batterie sur I Believe.

## Charts et certifications

### Album
Charts
| Pays             | Durée du classement | Meilleur classement | Date            |
| ---------------- | ------------------- | ------------------- | --------------- |
| États-Unis       | 39 semaines         | 23e                 | 2 décembre 1989 |
| Australie        | 16 semaines         | 21e                 | 4 mars 1990     |
| Canada           | 19 semaines         | 29e                 | 10 février 1990 |
| Nouvelle-Zélande | 19 semaines         | 7e                  | 4 mars 1990     |
| Pays-Bas         | 6 semaines          | 76e                 | 3 février 1990  |
| Suède            | 6 semaines          | 34e                 | 24 janvier 1990 |

Certifications
| Pays        | Certification | Ventes    | Date            |
| ----------- | ------------- | --------- | --------------- |
| Australie   | Or            | 35 000 +  | 1990            |
| États-Unis  | Or            | 500 000 + | 25 janvier 1990 |
| Royaume-Uni | Argent        | 60 000 +  | 1er juin 1992   |

### Singles
| Single             | Chart                  | Durée du classement | Position | Date            |
| ------------------ | ---------------------- | ------------------- | -------- | --------------- |
| One Big Rush       | Mainstream Rock Tracks | 9 semaines          | 17e      | 20 mai 1989     |
| Big Bad Moon       | Mainstream Rock Tracks | 12 semaines         | 17e      | 2 décembre 1989 |
| Back to Shalla-Bal | Mainstream Rock Tracks | 7 semaines          | 31e      | 10 mars 1990    |
| I Believe          | Mainstream Rock Tracks | 7 semaines          | 36e      | 12 mai 1990     |